# Fédération des Entreprises et des Entrepreneurs de France
La Fédération des Entreprises et des Entrepreneurs de France (FEEF), créée en 1995, est un mouvement d’entrepreneurs indépendants. Elle propose des rencontres business tout au long de l’année avec la grande distribution, la RHD, le commerce en ligne, la GSS. 
Elle aménage la relation commerciale des PME avec les enseignes via des accords, elle défend un écosystème favorable aux entrepreneurs PME pour pérenniser leur entreprise dans le territoire et elle encourage le déploiement au quotidien de la RSE dans l’entreprise avec le label Entrepreneurs+Engagés (E+).
La FEEF compte aujourd’hui près de 900 entreprises de la TPE à l’ETI, aussi bien alimentaires que non-alimentaires. www.feef.org